# 印度驻广州总领事馆
印度共和国驻广州总领事馆，简称印度驻广州总领事馆，是印度在中华人民共和国广州市设置的外交代表机构。现任总领事为何继往。

## 历史
2006年11月21日，中印两国在新德里签订协议，双方同意印度在广州设立总领事馆，中国在加尔各答设立总领事馆。
印度驻广州总领事馆设立于2007年10月18日。2008年6月5日，开馆，领区为广东省、广西壮族自治区、福建省、云南省、海南省、湖南省和四川省。2015年，两国达成协议，领区调整为广东省、福建省、湖南省、海南省和广西壮族自治区，并增加江西省，而不再包括四川省和云南省。后又将领区调整为广东省、福建省、湖南省、海南省、四川省、云南省和广西壮族自治区。
领馆位于广州市天河区林和中路8号海航大厦1401-1404室。

## 历任总领事
| 姓名   | 外文名 | 到任          | 离任       | 备注   |
| ------ | ------ | ------------- | ---------- | ------ |
| 班浩然 |        | 2007年9月     | 2009年12月 | 首任   |
| 潘玉宝 |        | 2010年1月20日 | 2012年     |        |
| 高志远 |        | 2013年        | 2015年     | [ 12 ] |
| 唐施恩 |        | 2015年        | 2018年     |        |
| 高士   |        | 2018年        | 2021年     | [ 14 ] |
| 何继往 |        | 2021年8月     |            | 现任   |